# Vladimír Ráž
Vladimír Ráž, född 1 juli 1923 i Nejdek, Tjeckoslovakien, död 4 juli 2000 i Prag, Tjeckien, var en tjeckisk skådespelare. Som filmskådespelare blev han populär i Tjeckoslovakien under 1950-talet med roller i sagofilmer som Den stolta prinsessan och Byl jednou jeden král.

## Filmografi, urval
- 1949 – Den stumma barrikaden
- 1952 – Den stolta prinsessan
- 1953 – Blodets hemlighet
- 1953 – Byl jednou jeden král...
- 1960 – Romeo, Julie a tma
- 1963 – Rusalka